# Fumiya Ichihashi
Fumiya Ichihashi, (japanska: 一橋 文哉?, Ichihashi Fumiya) född 1954, är en japansk journalist och true crime-författare. Fumiya Ichihashi är ett författarnamn. Kanjin för Ichihashi har lånats från universitetet han utbildade sig vid, Hitotsubashiuniversitet. Kanjin för Fumiya kan även läsas som bunya vilket är japanskt slang för tidningsreporter.